# 봉화 북지리 마애여래좌상
봉화 북지리 마애여래좌상(奉化 北枝里 磨崖如來坐像)은 대한민국 경상북도 봉화군 물야면 북지리에 있는, 신라시대의 마애불이다. 감실 안의 본존불로 조성된 보기 드문 마애불이며, 1980년 9월 16일 대한민국의 국보 제201호로 지정되었다.
현재 군데군데 균열이 있지만 아직도 부처의 위용이 여전히 남아 있는 편인데, 높은 도드락 새김으로 거의 원각불에 가깝게 새겼으므로 위엄스러움이 더욱 돋보이고 있다. 불상 주위에 새긴 화불들과 함께 7세기 중엽의 위엄스럽고 자비로운 불상미를 잘 보여주고 있다. 1947년에 부지를 정리하는 도중 발견되었으며, 불상의 보존 관리를 위하여 목조 한옥 맞배 보호각 1동을 신축하였고 단청을 실시하여 현재에 이르고 있다.

## 개요
경상북도 봉화군 북지리에는 신라시대의 ‘한절’이라는 대사찰이 있었고, 부근에 27개의 사찰이 있어 500여 명의 승려들이 수도하였다고 전해지고 있다. 이 작품은 자연암벽을 파서 불상이 들어앉을 거대한 방모양의 공간을 만들고, 그 안에 높이 4.3m의 마애불을 매우 도드라지게 새긴 것이다.
넓고 큼직한 얼굴은 양감이 풍부하며 전면에 미소를 머금고 있어서 박진감 있는 모습을 보여주고 있다. 어깨는 다소 움츠린 듯하지만 체구는 당당한 편이며, 양 어깨에 걸쳐 입은 옷은 가슴에서 U자형의 굵직한 주름을 이루면서 양 팔을 거쳐 길게 늘어져 불상이 앉아 있는 대좌(臺座)까지 덮고 있다. 손모양은 오른손을 가슴에 들고 왼손은 무릎에 내리고 있는 모습으로 큼직하게 표현되어 불상의 장중한 멋을 더해주고 있다.
불상 뒤편의 광배(光背)는 머리광배와 몸광배로 구분하였으며, 곳곳에 작은 부처를 표현하였고, 머리광배의 중심에는 정교한 연꽃무늬를 새기고 있다.
불상을 만든 시기는 얼굴이나 신체에 표현된 부드러운 모습 등을 고려할 때 7세기 후반으로 추정되며, 영주 가흥동 마애여래삼존상 및 여래좌상(보물 제221호)과 함께 이 시기 영주·봉화 일대 불상 양식을 대표하는 작품으로 신라 불교조각사에 거대한 발자취를 남기고 있다.

## 같이 보기
- 봉화 북지리 석조반가상 - 보물 제997호

## 참고 자료
- 봉화 북지리 마애여래좌상 - 국가유산청 국가유산포털